# 徐承義
徐承義（1967年10月29日—）台灣企業家，瓦城泰統集團創辦人，現任瓦城泰統集團董事長。

## 生平

### 早年
徐承義在10歲時由父母赴美留學。因在加利福尼亚州居住期間於當地道館學習跆拳道。16歲後，他於中西式餐廳、影視出租店及超市等工作。20歲取得跆拳道黑帶二段，後因外型級跆拳道背景因素，他自1980年代末期曾以演員身份出演數部臺灣軍教片、動作片類型電影。

### 創業
退出演藝事業後，徐承義與高明駿等人於1990年於臺北市創業「「瓦城泰國料理」，後獨自經營。鑑跆拳道段位制度，其自創「11級臂章制度」，將廚藝學習劃分為11個階段。此後並自期間其他品牌，旗下品牌的總店數隨時間發展擴大，2012年，瓦城集團掛牌上市，並自2013年業務範圍擴及中國大陸地區，徐承義獲得「安永企業家獎」、「創業楷模獎」及「金炬獎」等榮譽。
2023年，因集團規模持續擴大及營運需求，徐承義兼任瓦城泰統集團的總經理及董事長職位。

## 影視作品
- 《報告班長2》（1988年）
- 《好小子6小龍過江》（1989年）
- 《霹靂警花》（1989年）
- 《1989放暑假》（1989年）主角[13]
- 《異域》（1990年）[14]
- 《遊俠兒》（1990年）
- 《大賭秀》（1990年）主角
- 《火燒島》 (1991年)
- 《大頭兵上戰場：雜牌軍》（1991年）[15]
- 《黑衣部隊：手足情深》（1991年）
- 《小小少林》（1992年）

### 廣告
- 《舒適牌刮鬍刀》（與黃建群合拍）（1992年）

## 榮譽
- 2022年：「2022年度百大MVP經理人」「Super MVP」獎項。[16]

## 外部連結
- （繁體中文） 瓦城泰統集團 （页面存档备份，存于）
- 徐承義在互联网电影资料库（IMDb）上的資料（英文）
- 徐承義 - 華文影劇數據平台